# بطاقة الذاكرة جيدا
كانت كرت ذاكرة جي إي آي دي أي(JEIDA memory card) معياراً منتشراً لكرت الذاكرة في بداية ظهورها في الأجهزة المحمولة. تستخدم في توسيعذاكرة النظام أو كمحرك SSD. قبل وصول معيار الجي إي آي دي أي، كانت الحاوسيب المحمولة تملك كروت خاصهة فيها لا يمكن تشغيلها في أجهزة مصنعة من شركة أخرى، أو حتى من نفس الشركة.
إنشاء كروت جي إي آي دي أي اليابانية كان لها ردة فعل من الحكومة الأمريكية وظهر ذلك في إنشاء SEMTEC وPCMCIA. عملت PCMCIA وجي إي آي دي أي لحل مشكلة الفجوة بين المعيارين المتنافسين.في 1991،تم دمج معياران وأصبحاى جي إي آي دي أي 4.1 أو PCMCIA 2.0.

## الإصدار 1.0
عبارة عن كرت ذاكرة 88-سن. تحتوي على صفين من ثقوب السن متقاربة بمقدار نصف سن. سمك الكرت 3.3ملم.

## الإصدار 2.0
متوافقة ميكانيكيا مع كروت الإصدار 1.0. اما كروت الإصدار 1.0 فشلت في الأجهزة المصممة لإصدار 2.0.

## الإصدار 3
عبارة عن كرت ذاكرة 68-سن. ومستخدمة أيضاً في نيو جيو.

## الإصدار 4

### الإصدار 4.1
عمم معايير PCMCIA و JEIDA كـ PCMCIA 2.0. وهو معيار ذو ذاكرة حاسوب مكتبي التي حددت احجام الكروت من النوع 16-بت I, II, III, و IV.

### الإصدار 4.2
هو معيارPCMCIA 2.1, وقدم واجهة بطاقة الحاسوب الشخصي' 32-بت في غلاف مماثل شكليا بشكل كبير.